# Стилізація
Стиліза́ція — у мистецтві й літературі свідоме наслідування формальних прикмет якогось стилю. У мистецтві можна стилізувати під будь-який стиль (єгипетський, візант., бароковий, бідермаєр, народне мистецтво тощо); часом це наслідування виростає у власні стилі (неокласицизм, неовізантизм, неореалізм тощо).
Стилізація це один із прийомів візуальної організації образного вираження, при якому виявляються найбільш характерні риси предмета і відкидаються непотрібні деталі. Стилізація як процес роботи являє собою декоративне узагальнення зображуваних об'єктів (фігур, предметів) за допомогою ряду умовних прийомів зміни форми, об'ємних і колірних співвідношень.
Творчий метод стилізації увазі запозичення історичних, національних, сюжетних мотивів або художніх прийомів із уже наявного культурного досвіду, їх творче переосмислення і образну передачу сучасними художніми засобами.